# Oligomenthus argentinus
Espèce
Oligomenthus argentinus est une espèce de pseudoscorpions de la famille des Menthidae.

## Distribution
Cette espèce est endémique de la province de Mendoza en Argentine. Elle se rencontre vers l'Aconcagua.

## Étymologie
Son nom d'espèce lui a été donné en référence au lieu de sa découverte, l'Argentine.

## Publication originale
- Beier, 1962 : Pseudoscorpionidea. Biologie de l'Amérique australe, études sur la faune du sol, éditions du Centre National de la Recherche Scientifique, vol. 1, p. 131-137.